# Алхамбра (Калифорнија)
Алхамбра (енгл. Alhambra) град је у америчкој савезној држави Калифорнија. у западном делу долине Сан Габријел, у Округу Лос Анђелес. Простире се на површини од 19.7 km². По попису становништва из 2010. у њему је живело 83.089 становника.

## Демографија
Према попису становништва из 2010. у граду је живело 83.089 становника, што је 2.715 (3,2%) становника мање него 2000. године.
|                   | 2010.           | 2000.           |
| Укупно            | 83 089 (100,0%) | 85 804 (100,0%) |
| Азијати           | 43 957 (52,90%) | 40 520 (47,22%) |
| Хиспаноамериканци | 28 582 (34,40%) | 30 453 (35,49%) |
| Белци             | 8 346 (10,04%)  | 11 881 (13,85%) |
| Афроамериканци    | 1 281 (1,542%)  | 1 437 (1,675%)  |
| Остали            | 923 (1,111%)    | 1 513 (1,763%)  |

## Партнерски градови
- Жиџао